# Provo
 Der er for få eller ingen kildehenvisninger i denne artikel, hvilket er et problem. Du kan hjælpe ved at angive troværdige kilder til de påstande, som fremføres i artiklen.

 Denne artikel bør gennemlæses af en person med fagkendskab for at sikre den faglige korrekthed.

Provo-bevægelsen kom fra Holland, hvor venstreorienterede søgte at provokere borgerskabet ved aktioner, happenings, hvor de klædte deres bagdel bar. Deres aktioner var ikke uden humor.
Ideen om frie bycykler, som alle kan benytte stammer oprindelig fra Provo-bevægelsen.
Provo-bevægelsen bliver ofte omtalt, som en forløber for eller som en del af Ungdomsoprøret.

## Provobevægelsen i Danmark
I Danmark fik et par provokatører, Jens Jørgen Thorsen og Jørgen Nash, ny konkurrence fra den nye provobevægelse. Den danske provo-bevægelse blev startet i 1967 af Preben Meedom og Jan Michaelsen.[kilde mangler]
Den danske bevægelses mest kendte deltager var Ole Grünbaum, der lavede happenings ved at smide bukserne.